# St. Martin (Germering)

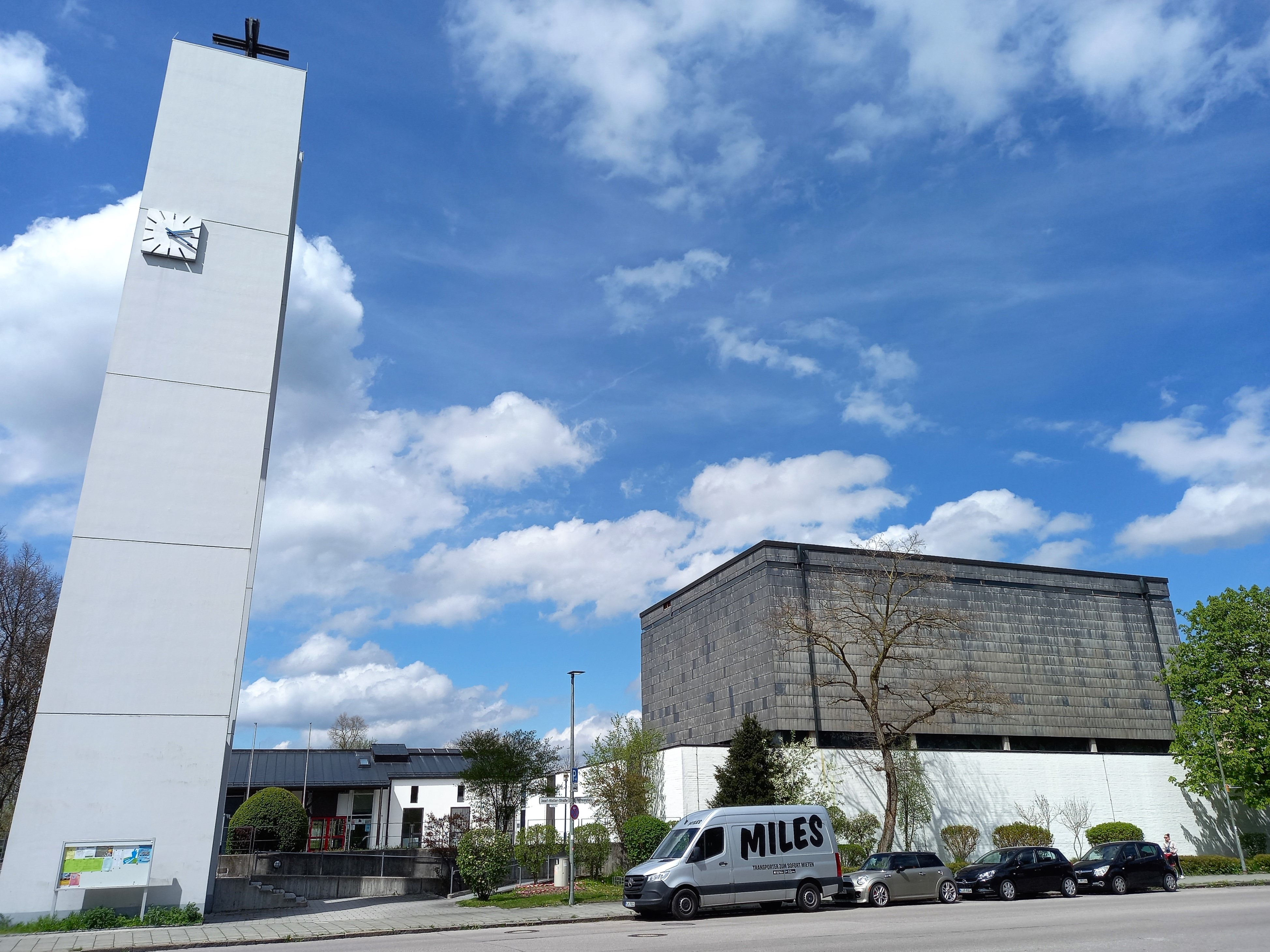
Kirche von Süden

St. Martin ist eine römisch-katholische Pfarrkirche in der oberbayerischen Gemeinde Germering, die 1967 eingeweiht wurde.

## Geschichte

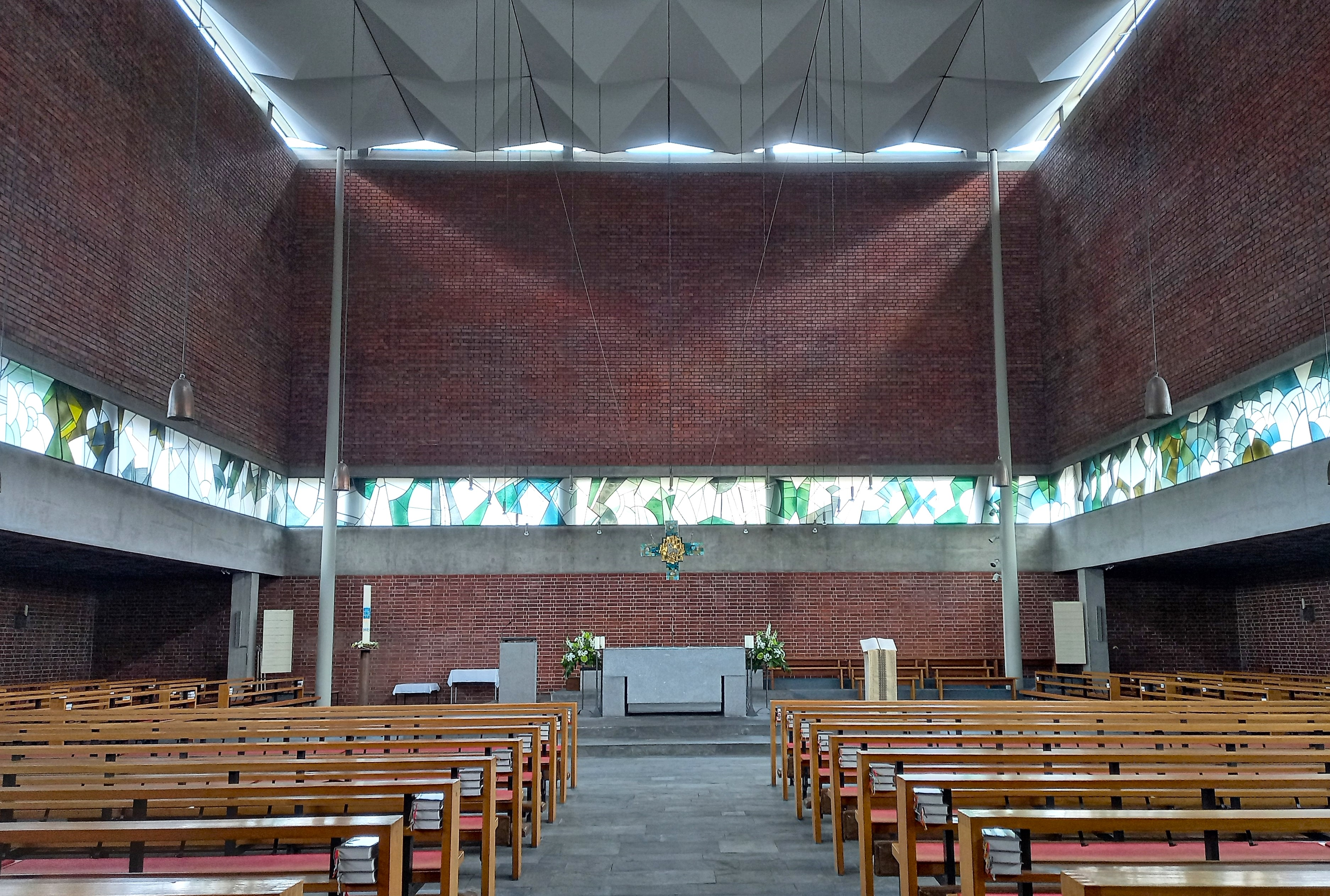
Innenansicht zum Altar

Die Kirche wurde ab 1966 vom Architekten Hubert Gais erbaut und 1967 von Kardinal Julius Döpfner eingeweiht. Der Kirchenpatron ist der Heilige Martin von Tours, dessen Patrozinium am 11. November begangen wird.
Im Jahr 1993 wurde ein Pfarrheim und Kindergarten gebaut, wodurch das heutige Pfarrzentrum entstand.
Im Jahr 2011 wurden die Pfarreien St. Martin, St. Cäcilia und St. Johannes Bosco zur „Stadtkirche Germering“ zusammengeschlossen. Im Jahr 2023 umfasste der Pfarrverband 15.200 Gläubige. Im Februar desselben Jahres wurden drei Personen zu Wortgottesdienst-Leitern ernannt, um Ausfälle der geweihten Priester auszugleichen.

## Architektur und Ausstattung
Die Kirche ist ein brutalistischer Betonquader, dessen Innenwände mit roten Ziegeln verkleidet sind. Das umlaufende Fensterband aus abstrakten Grün- und Grauflächen wurde von Ernst Neukamp geschaffen. Im Jahr 1978 schuf Werner Persy das über dem Hauptaltar hängende Mosaik-Triumphkreuz und 1981 den Kreuzweg, der die Passion Christi mit modernen Elementen darstellt. Die Altarinsel und die Priestersitze sind jeweils leicht erhöht. Der Kirchturm besteht aus Betonplatten, ist 27 Meter hoch und wurde freistehend südwestlich der Kirche errichtet, welcher ein monumental wirkendes Bronzegeläute in Schlagtonfolge cis1 – e1 – fis1 – gis1 – h1 der Erdinger Glockengießerei trägt.

## Orgel

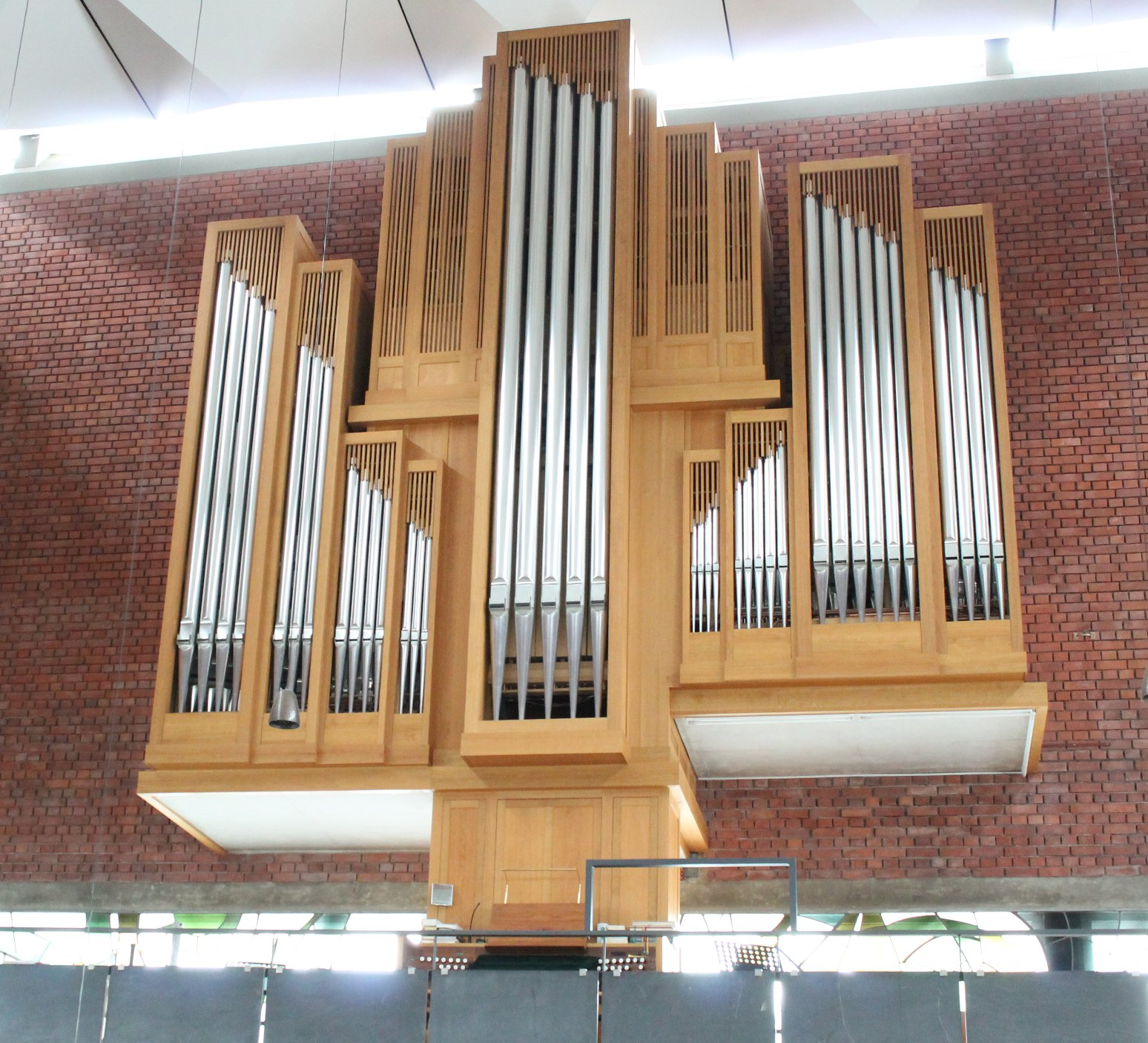
Die Rensch-Orgel

Die erste Orgel wurde im Jahr 1968 von Carl Schuster eingebaut, nachdem sie von privaten Stiftern finanziert worden war. Sie hatte 25 Register und eine elektrische Spieltraktur. Nach ihrem Ausbau 2004 wurde sie in Mostar neu aufgebaut.
Die neue Orgel wurde von Richard Rensch Orgelbau im Jahr 2004 gebaut. Sie enthält 27 Register auf zwei Manualen und Pedal sowie eine mechanische Spiel- und  Registertraktur. Sie wurde im November desselben Jahres gesegnet und von Karl Maureen vorgestellt.
Die Disposition lautet:
| I Hauptwerk C–g3 |       |            |
| Bourdon          | 16′   |            |
| Principal        | 8′    |            |
| Rohrflöte        | 8′    |            |
| Viola da gamba   | 8′    |            |
| Octave           | 4′    |            |
| Spitzflöte       | 4′    |            |
| Quinte           | 2 ⁄3′ |            |
| Octave           | 2′    |            |
| Mixtur IV        | 1 ⁄3′ |            |
| Cornett V        | 8′    | [ Anm. 1 ] |
| Trompete         | 8′    |            |

| II Schwellwerk C–g3  |        |            |
| Konzertflöte         | 8′     |            |
| Salicional           | 8′     |            |
| Vox coelestis        | 8′     | [ Anm. 2 ] |
| Bourdon              | 8′     |            |
| Principal            | 4′     |            |
| Traversflöte         | 4′     |            |
| Nasard               | 2 ⁄3′  |            |
| Picollo              | 2′     |            |
| Terz                 | 1 3⁄5′ |            |
| Mixtur IV            | 2′     |            |
| Trompette harmonique | 8′     |            |
| Oboe                 | 8′     |            |
| Tremulant            |        |            |

| Pedal C–f1 |     |            |
| Violonbass | 16′ |            |
| Subbass    | 16′ | [ Anm. 3 ] |
| Octavbass  | 8′  |            |
| Violon     | 8′  | [ Anm. 3 ] |
| Rohrflöte  | 8′  | [ Anm. 3 ] |
| Choralbass | 4′  |            |
| Posaune    | 16′ |            |
| Trompete   | 8′  | [ Anm. 3 ] |

- Bemerkungen: vollmechanisch
- Koppeln: II/I, II 16'/I, I/P, II/P

Anmerkungen
1. ↑  ab c′
2. ↑  ab c
3. 1 2 3 4  Transmission aus HW